# TRM 10000
TRM 10000（全輪驅動式戰術卡車10噸運載型，法文：Toutes Roues Motrices 10000），為法國雷諾汽車開發的軍用大型卡車，被法國等國家軍隊使用。在不整地行進的速度上，遠超過過去的軍用卡車。

## 概要
為了取代由1950年代開始使用的GBC 180卡車，雷諾汽車在1970年代開始開發TRM（全輪驅動車）系列，至1994年TRM10000開始量產使用。

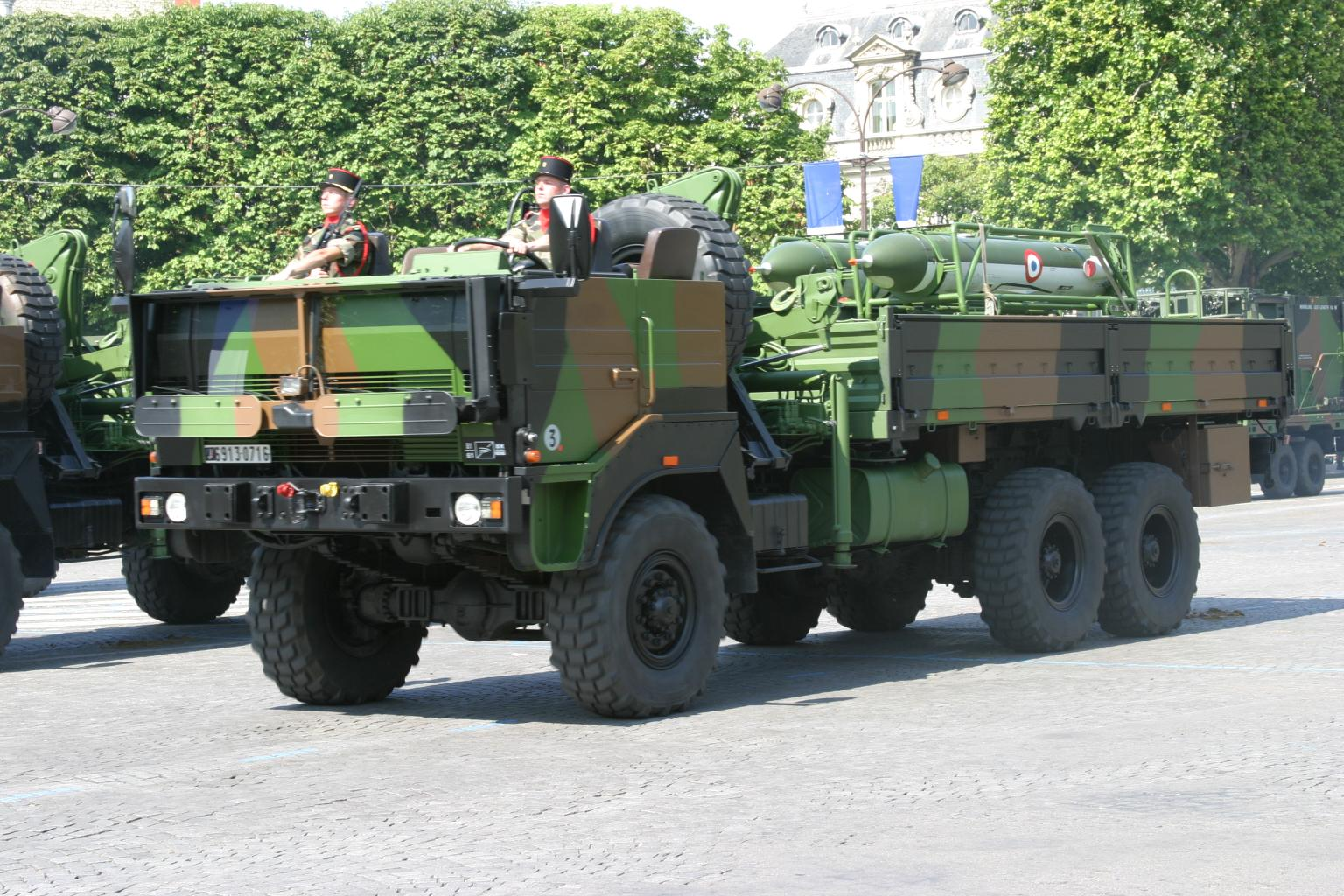
TRM- 10000 CL289無人偵察機搭載車

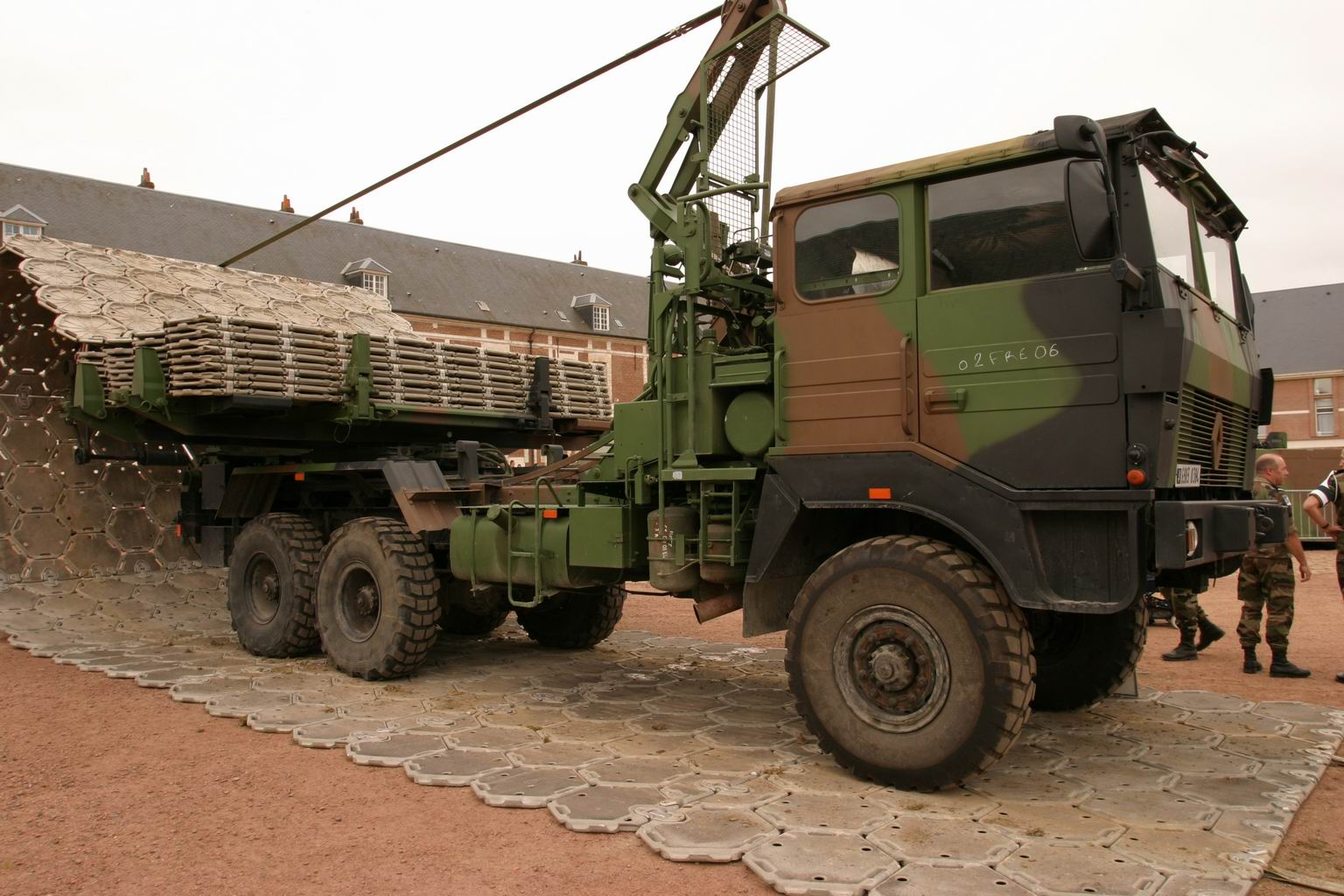
工兵作業型TRM-10000